# Yanet Cruz
Yanet Cruz Cruz (née le 8 février 1988) est une athlète cubaine, spécialiste du lancer du javelot. 

## Biographie
Yanet Cruz participe aux Jeux olympiques de 2008. Elle réalise 58,06 m en qualifications et ne parvient pas à accéder à la finale.

### Palmarès
| Date | Compétition                                      | Lieu        | Résultat | Performance |
| ---- | ------------------------------------------------ | ----------- | -------- | ----------- |
| 2005 | Championnats du monde jeunesse                   | Marrakech   | 3e       | 51,66 m     |
| 2008 | Championnats d'Amérique centrale et des Caraïbes | Cali        | 2e       | 56,14 m     |
| 2011 | Jeux panaméricains                               | Guadalajara | 3e       | 56,19 m     |

### Records
| Épreuve           | Performance | Lieu      | Date         |
| ----------------- | ----------- | --------- | ------------ |
| Lancer du javelot | 63,50 m     | La Havane | 19 mars 2011 |